# فرانچاخ زانکت گرترود
فرانچاخ زانکت گرترود (به آلمانی: Frantschach-Sankt Gertraud) یک شهر در اتریش است که در ناحیه وولفسبرگ واقع شده‌است. فرانچاخ زانکت گرترود ۳٬۱۴۸ نفر جمعیت دارد.